# Tage Levinson
Edvard Tage Levinson, född den 2 augusti 1901 i Vists församling, Älvsborgs län, död den 13 mars 1987 i Årjäng, Silbodals församling, var en svensk jurist.
Levinson avlade juris kandidatexamen vid Uppsala universitet 1926 och genomförde tingstjänstgöring 1927–1930. Han blev assessor i Svea hovrätt 1937, tillförordnad revisionssekreterare 1941 och hovrättsråd i Hovrätten för Övre Norrland 1942. Levinson var häradshövding i Nordmarks domsaga 1942–1970. Han blev riddare av Nordstjärneorden 1945 och kommendör av samma orden 1960. Levinson vilar på Silbodals kyrkogård.